# Guy Mouminoux
Guy Mouminoux (* 13. Januar 1927 in Paris; † 11. Januar 2022) war ein französischer Comiczeichner und Autor. Er veröffentlichte auch unter den Pseudonymen Guy Sajer und Dimitri. Seine Vita ist von der aktiven Teilnahme am Zweiten Weltkrieg auf deutscher Seite gezeichnet.

## Leben
Guy Mouminoux wuchs als Sohn einer Deutschen – deren Geburtsnamen Sajer er später als einen seiner Autorennamen wählte – und eines Franzosen in Wissembourg im Elsass auf. In seiner Kindheit las er begeistert Comics wie The Katzenjammer Kids von Harold Knerr oder Popeye. 
Er lebte im Département Loiret, als Frankreich im Juni 1940 durch deutsche Truppen besetzt wurde und das Elsass unter deutsche Zivilverwaltung kam. Seinem späteren Herausgeber zufolge, bewertete er die Invasoren positiv. Es folgte im Juli 1942 sein Einsatz als Wehrpflichtiger, als Malgré-Nous, in einer Nachschubeinheit der Wehrmacht an der Ostfront. Im Januar 1943 wurde er in die „Division Großdeutschland“ versetzt. Er war an Kriegshandlungen in Polen und Dänemark beteiligt, danach ab April 1945 in Ostpreußen. Er kam zwar in alliierte Kriegsgefangenschaft, wurde jedoch bald wieder freigelassen und trat im Elsass in die französische Armee ein. Auch wenn er sich für drei Jahre verpflichtet hatte, diente er aus Gesundheitsgründen nur zehn Monate.
Über die Zeit von 1942 bis 1945 in der Division „Großdeutschland“ veröffentlichte er 1967 unter dem Pseudonym Guy Sajer das autobiografische Buch Le Soldat oublié („Der vergessene Soldat“), von dem, übersetzt in zwanzig Sprachen, etwa drei Millionen Exemplare verkauft werden. Das Buch war im englischsprachigen Raum (dort erschien es unter dem Namen „The Forgotten Soldier“) umstritten. Dennoch ist es kein Heldenepos, eher eine Warnung an alle, denen Krieg als Abenteuer erscheint. 1968 wurde er dafür mit dem Prix des Deux Magots ausgezeichnet. In Deutschland erschien das Werk 1969 unter dem Titel „Denn dieser Tage Qual war groß“ – ein Zitat aus Friedrich Schillers Wallensteins Tod, das zum Ausdruck bringen will, dass eine Zeit quälender Ungewissheit oder großer seelischer und körperlicher Anspannung hinter einem liegt. Vollständig lautet das Zitat: „Ich denke einen langen Schlaf zu tun,/Denn dieser letzten Tage Qual war groß,/Sorgt, dass sie nicht zu zeitig mich erwecken“. 2016 erschien das Buch aus dem Französischen neu übersetzt unter dem Titel „Der vergessene Soldat“.
Ab 1946 zeichnete Mouminoux Comics für französische Kinder- und Jugendmagazine. 1959 erschuf er die Abenteuerserie „Blason d’Argent“, die bei Cœurs Vaillants (später Formule 1), einer katholischen Jugendzeitschrift, erschien. 1964 trat er bei Pilote ein und kreierte von 1966 bis 1970 „Goutatou et Dorachaux“, seine erste große humoristische Serie. Im Jahr 1970 schuf er „Prémolaire“ für Formule 1 und „Rififi“ für Tintin, zwei andere humorvolle Serien. 
Ab 1975 veröffentlichte er unter dem Namen Dimitri Lahache, später verkürzt auf Dimitri, weitere Comics, die sich hauptsächlich an ein erwachsenes Publikum wenden. In den späten 1970ern und in den 1980er-Jahren arbeitete der Zeichner auch für die Magazine Charlie Hebdo und Hara-Kiri. Seine Comics beschäftigten sich immer wieder mit dem Zweiten Weltkrieg. Auf Deutsch sind nur wenige seiner Werke erschienen.

## Werke (Auswahl)
Buch (unter dem Namen „Guy Sajer“): 
- Denn dieser Tage Qual war groß. Stuttgart Hamburg, DBB 1969.
  - Neuübersetzung: Der vergessene Soldat. Aachen, Helios 2016. ISBN 978-3-86933-146-1.

Comics (unter den Namen „Dimitri“): 
- Bonaparte CCCP 1 – Endstation Gulag (comicplus+, 1990)
- Bonaparte CCCP 2 – Am Arsch der Welt (comicplus, 1990)
- Auf Feindfahrt 1 (Splitter Verlag, 1991)
- Unter der Flagge des Zaren (Kult Editionen, 1995)